# 跳舞猴男
跳舞猴男（Dance Monkeyboy）是微軟執行長史蒂夫·巴爾默參加員工大會的網路爆紅影片，影片包含現場播放格洛丽亚·埃斯特凡的歌曲Get on Your Feet，以及巴爾默在台上長達30秒的跳舞與鬼吼鬼叫。
影片也被改編成了蘋果公司iPod風格的惡搞廣告，以“welcome to the so-so”為口號，巴爾默拿著Zune跳舞吼叫著。 （页面存档备份，存于）
類似的知名影片為“developers”，巴爾默不斷高喊developers（開發員），現在也有經過Digital Droo重製的“猴子開發員”影片（Monkey Developers）。